# Javier Cabrera
Marcelo Javier Cabrera Rivero (Florida, 18 marzo 1992) è un calciatore uruguaiano, attaccante del Peñarol.

## Caratteristiche tecniche
È un'ala destra.

## Carriera
Cresciuto nelle giovanili del Montevideo Wanderers, ha esordito l'11 aprile 2010 in occasione del match pareggiato 1-1 contro il Liverpool (M).

## Statistiche

### Presenze e reti nei club
Statistiche aggiornate al 24 maggio 2025.
| Stagione                    | Squadra                     | Campionato                  | Campionato | Campionato | Coppe nazionali | Coppe nazionali | Coppe nazionali | Coppe continentali | Coppe continentali | Coppe continentali | Altre coppe | Altre coppe | Altre coppe | Totale | Totale | Totale |
| Stagione                    | Squadra                     | Comp                        | Pres       | Reti       | Comp            | Pres            | Reti            | Comp               | Pres               | Reti               | Comp        | Pres        | Reti        | Pres   | Reti   |        |
| --------------------------- | --------------------------- | --------------------------- | ---------- | ---------- | --------------- | --------------- | --------------- | ------------------ | ------------------ | ------------------ | ----------- | ----------- | ----------- | ------ | ------ | ------ |
| 2009-2010                   | Montevideo Wanderers        | PD                          | 3          | 0          | -               | -               | -               | -                  | -                  | -                  | -           | -           | -           | 3      | 0      |        |
| 2010-2011                   | Montevideo Wanderers        | PD                          | 25         | 3          | -               | -               | -               | -                  | -                  | -                  | -           | -           | -           | 25     | 3      |        |
| 2011-2012                   | Montevideo Wanderers        | PD                          | 29         | 2          | -               | -               | -               | -                  | -                  | -                  | -           | -           | -           | 29     | 2      |        |
| 2012-2013                   | Montevideo Wanderers        | PD                          | 28         | 1          | -               | -               | -               | CS                 | 2                  | 0                  | -           | -           | -           | 30     | 1      |        |
| 2013-2014                   | Montevideo Wanderers        | PD                          | 9          | 0          | -               | -               | -               | -                  | -                  | -                  | -           | -           | -           | 9      | 0      |        |
| 2014-2015                   | Recreativo Huelva           | SD                          | 21         | 0          | CR              | 1               | 0               | -                  | -                  | -                  | -           | -           | -           | 22     | 0      |        |
| 2015-2016                   | Montevideo Wanderers        | PD                          | 29         | 1          | -               | -               | -               | -                  | -                  | -                  | -           | -           | -           | 29     | 1      |        |
| 2016-2017                   | Argentinos Juniors          | PBN                         | 38         | 6          | CA              | 1               | 0               | -                  | -                  | -                  | -           | -           | -           | 39     | 6      |        |
| 2017-2018                   | Argentinos Juniors          | PD                          | 26         | 1          | CA              | 1               | 0               | -                  | -                  | -                  | -           | -           | -           | 27     | 1      |        |
| 2018-feb. 2019              | Toluca                      | LMX                         | 5          | 0          | CM              | 4               | 0               | -                  | -                  | -                  | -           | -           | -           | 9      | 0      |        |
| feb.-lug. 2019              | Montevideo Wanderers        | PD                          | 12         | 1          | -               | -               | -               | CS                 | 2                  | 0                  | -           | -           | -           | 14     | 1      |        |
| Totale Montevideo Wanderers | Totale Montevideo Wanderers | Totale Montevideo Wanderers | 135        | 8          |                 | -               | -               |                    | 4                  | 0                  |             | -           | -           | 139    | 8      |        |
| 2019-gen. 2020              | Melbourne City              | AL                          | 9          | 1          | CA              | 2               | 0               | -                  | -                  | -                  | -           | -           | -           | 11     | 1      |        |
| 2020                        | Unión (SF)                  | PD                          | 6          | 1          | CA+CdS+CM       | 1+1+7           | 0+0+1           | CS                 | 6                  | 2                  | -           | -           | -           | 21     | 4      |        |
| 2021                        | Argentinos Juniors          | PD                          | 22         | 1          | CA+CdL          | 4+11            | 0               | CL                 | 7                  | 0                  | -           | -           | -           | 44     | 1      |        |
| 2022                        | Argentinos Juniors          | PD                          | 25         | 2          | CA+CdL          | 2+11            | 0+1             | -                  | -                  | -                  | -           | -           | -           | 38     | 3      |        |
| 2023                        | Argentinos Juniors          | PD                          | 23         | 0          | CA+CdL          | 3+12            | 0               | CL                 | 8                  | 2                  | -           | -           | -           | 46     | 2      |        |
| Totale Argentinos Juniors   | Totale Argentinos Juniors   | Totale Argentinos Juniors   | 134        | 10         |                 | 45              | 1               |                    | 15                 | 2                  |             | -           | -           | 194    | 13     |        |
| 2024                        | Peñarol                     | PD                          | 26         | 2          | CU              | 2               | 0               | CL                 | 7                  | 1                  | -           | -           | -           | 35     | 3      |        |
| 2025                        | Peñarol                     | PD                          | 10         | 2          | CU              | 0               | 0               | CL                 | 3                  | 0                  | SU          | 1           | 0           | 14     | 2      |        |
| Totale Peñarol              | Totale Peñarol              | Totale Peñarol              | 36         | 4          |                 | 2               | 0               |                    | 10                 | 1                  |             | 1           | 0           | 49     | 5      |        |
| Totale carriera             | Totale carriera             | Totale carriera             | 346        | 24         |                 | 63              | 2               |                    | 35                 | 5                  |             | 1           | 0           | 445    | 31     |        |

## Palmarès

### Club

#### Competizioni nazionali
- Primera B Nacional: 1

Argentinos Juniors: 2016-2017
- Campionato uruguaiano: 1

Peñarol: 2024